# مقياس المسافة في الفلك
يستخدم مقياس المسافة  (بالإنجليزية: Distance measures) في علم الفلك لتعيين المسافة بين جرمين سماووين أو بين حدثين كونيين. تربط تلك المقاييس عادة بعض الكميات التي يمكن قياسها بالمشاهدة - مثل ضياء جرم سماوي أو انزياح أحمر يشاهد في طيف أحد المجرات - تربطها بكمية أخرى لا تشاهد مباشرة تساعد في الحساب بغرض تسهيل الحسابات. وتنطبق نتائج مختلف طرق قياس المسافة التي سنذكرها مع بعضها البعض بالنسبة إلى المجرات والأجرام القريبة عندما يكون الانزياح الأحمر صغيرا، وتختلف قليلا بالنسبة لانزياح أحمر كبير أي للمسافات العظيمة البعد.
وطبقا لمفهومنا الحالي لعلم الفلك فيستعان لقياس المسافات ب النظرية النسبية العامة لأينشتاين، وطريقة حل فريدمان-لومتر-روبرتسون-ووكر لوصف الكون، وما نقوم عمليا برصده وقياسه فإما أن يكون الانزياح الأحمر أو قياس الضياء، ومن كل منهما يمكن حساب بُعد الجرم السماوي عنا. كم توجد عدة طرق أخرى لتعيين بُعد جرم سماوي.

## مقدمة
في زمكان مستوي ومستقر (بمعنى لا يتمدد ولا ينكمش) يمكن قياس المسافة بطرق مختلفة تؤدي كلها إلى نفس النتيجة على الرغم من الاختلاف الكبير في طرق القياس. فمثلا عندما نعرف سرعة إشارة نرسلها إلى جسم عاكس فإننا نستطيع تعيين المسافة بين العاكس وبيننا بتعيين الزمن الذي تستغرقه الإشارة التي أرسلناها حتى عودتها. ونستخدم تلك الطريقة في الرادار حيث نستطيع منه حساب بُعد طائرة في الجو عنا. وتستخدم طرق أخرى مثل تعيين زاوية اتساع جسم أو قدر ضيائه لحساب بعده عنا. ولكن يحتاج ذلك إلى معرفة دقيقة لحجمه الحقيقي أو معرفة قدر ضيائه بدقة.
ونقابل تلك الثلاثة طرق في علم الفلك. فنحن نستخدم تلك الطرق من أجل تعيين الضياء المطلق لنجم أو لتعيين حجم جرم سماوي، أو تعيين زمن مسيرة شعاع الضوء الصادر من الجرم حتى وصوله إليناه.
فنحن نستخدم في علم الفلك طرق ثلاثة للقياس: قياس يعتمد على الضياء، وقياس زاوية الاتساع، وقياس زمن طيران الضوء إلينا. وتنتسب جميع تلك الطرق إلى قياس الانزياح الأحمر. أكثر تلك الطرق استخداما في الفلك هي طريقة قياس الضياء.

## مسافة زمن مسيرة الضوء
تعرف «مسافة زمن مسيرة الضوء» light travel time distance بأنها الزمن الذي يستغرقه الضوء بين حدثين لهما انزياح أحمر {\displaystyle z_{2}>z_{1}}, وتعطى بالمعادلة:
{\displaystyle {\mathrm {d} }D_{\mathrm {prop} }(z_{1},z_{2})=-c\,{\mathrm {d} }t}
فإذا قمنا بالتعويض عن الزمن الكوني - كمتغير في حسبة التكامل - بالانزياح الأحمر المقاس، نحصل على المسافة الصحيحة ({\displaystyle {\mathrm {d} }D_{\mathrm {prop} }(z_{1},z_{2}} :
{\displaystyle {\mathrm {d} }D_{\mathrm {prop} }(z_{1},z_{2})=-c\,a/(a\,{\dot {a}})\,{\mathrm {d} }a=-c/(aH)\,{\mathrm {d} }a\,.}
حيث {\displaystyle a(t)} معامل تمدد الكون، موّحد بالقيمة 1 «لوقتنا الحالي». وتنطبق المعادلة (انظر اشتقاق الانزياح الأحمر الكوني z من النظرية النسبية):
{\displaystyle a={\frac {1}{1+z}}\;.}
فإذا كتبنا معادلة هابل بالتفصيل {\displaystyle H} (كما تشتق من معادلات فريدمان) نحصل على الصيغة المعهودة لمسافة طيران الضوء:
{\displaystyle D_{\mathrm {prop} }(z_{1},z_{2})={\frac {c}{H_{0}}}\int _{a(z_{2})}^{a(z_{1})}\left[{\frac {\Omega _{0}}{a}}+(1-\Omega _{0}-\Omega _{\Lambda })+a^{2}\,\Omega _{\Lambda }\right]^{-1/2}\,{\mathrm {d} }a\;.}
وبافتراض أن الكون منبسطا (بمعنى أنه يسمح بتطبيق الاحداثيات الإقليدية) ({\displaystyle 1-\Omega _{0}-\Omega _{\Lambda }=0}) فيمكننا حل معادلة التكامل عن طريق استبدالها بإجراء عملية الجمع، كالآتي:
{\displaystyle D_{\mathrm {prop} }(z_{1},z_{2})={\frac {2\,c}{3H_{0}{\sqrt {\Omega _{\Lambda }}}}}\;\left[{\mathrm {ln} }\left(a^{3/2}\Omega _{\Lambda }+{\sqrt {\Omega _{0}\Omega _{\Lambda }+a^{3}\Omega _{\Lambda }^{2}}}\right)\right]_{a(z_{2})}^{a(z_{1})}\,.}
في هذه المعادلة تعني
{\displaystyle \Omega _{0}} معامل كثافة المادة و {\displaystyle \Omega _{\Lambda }} معامل كثافة طاقة الفراغ (يصطلح حديثا لمعامل كثافة طاقة الفراع بالتعبير الطاقة المظلمة.) وقد بينت قياسات مسبار ويلكينسون لقياس اختلاف الموجات الراديوية WMAP أن تلك القيم تساوي:
{\displaystyle \Omega _{0}=0,27} ،
و {\displaystyle \Omega _{\Lambda }=0,73}.
وتبلغ قيمة ثابت هابل {\displaystyle H_{0}=71} km s−1Mpc−1.

## المسافة المسايرة
(ملحوظة: في الوصلة الخارجية رقم (1) يوجد رسم متحرك يوضح مفهوم المسافة المسايرة.)
نحصل على المسافة المسايرة (وهي المسافة التي تأخذ حركة كل من المشاهد وحركة تمدد الكون وابتعاد المجرات المستمر عنا في الحسبان) بنفس الطريقة المستخدمة في تعيين زمن مسيرة الضوء. تلك المسافة هي المسافة بين مصدر الضوء والمشاهد، معرفة بأحداث تشترك جميعها في زمن كوني ثابت {\displaystyle t=t_{0}} (الآن). طبقا ل معادلات فريدمان التي تصف الكون بالزمكان يكون عنصر المسافة للمسافة المسايرة:
{\displaystyle {\mathrm {d} }D_{\mathrm {com} }(z_{1},z_{2})={\mathrm {d} }w=-c/a\,{\mathrm {d} }t=-c/(a^{2}H)\,{\mathrm {d} }a\,,}
ومنها نستنتج المعادلة:
{\displaystyle D_{\mathrm {com} }(z_{1},z_{2})={\frac {c}{H_{0}}}\int _{a(z_{2})}^{a(z_{1})}\left[a\,\Omega _{0}+a^{2}\,(1-\Omega _{0}-\Omega _{\Lambda })+a^{4}\,\Omega _{\Lambda }\right]^{-1/2}\,{\mathrm {d} }a=w(z_{1},z_{2})\,.}
هنا تعني {\displaystyle D_{\mathrm {com} }(z_{1},z_{2})}
المسافة المسايرة، وهي في صيغة دالة للانزياح الأحمر المقاس للمجرة 1 والمجرة 2.
الفرق بين المسافة المعينة بزمن طيران الضوء والمسافة المسايرة هو أن المسافة المعينة بطريقة زمن طيران الضوء تتجاوز المكان والزمن. فمسافة زمن الطيران هي المسافة إلى الجرم السماوي كما يراه المشاهد، وهو يراه في حالة في الماضي. أما المسافة المسايرة فهي المسافة التي بين المشاهد والجرم السماوي في نفس النقطة الزمنية. في تلك الحالة لا يمكن للمشاهد أن يرى الجرم السماوي، حيث أن في تلك اللحظة يبدأ الضوء مغادرة الجرم السماوي في طريقه إلى المشاهد.

## المسافة التي يعبرها الضوء
المسافة التي يعبرها الضوء هي الزمن الذي يحتاجه الضوء لكي يصل إلى المشاهد بعد خروجه من المصدر مضروبا في سرعة الضوء. وعلى سبيل المثال، فإن نصف قطر الكون المرئي مقاسا بهذه الطريقة هو عمر الكون، أي 8و13 مليار سنة ضوئية. وإذا أردنا تعيين المسافة بالكيلومتر فعلينا أن نضرب الزمن 8و13 مليار سنة في سرعة الضوء في الفراغ (300.000 كيلومتر في الثانية).

## قياس المسافة بالضياء
إذا كان ضياء {\displaystyle L} جرم فلكي بعيد معروفا نستطيع حساب بعده عنا بقياس فيضه {\displaystyle S} (أي جزء ضيائه الذي يصلنا ونقوم بتسجيله)، ثم نعين {\displaystyle {\sqrt {L/4\pi S}}} . هذه القيمة هامة لقياس شمعة عيارية كونية مثل مستعر أعظم، نوع 1أ، وتلك هي التي استخدمت في اكتشاف تمدد الكون.

## قيم للانزياح الأحمر
تستخدم أربعة طرق لتعيين المسافة مبنية جميعها على قياس الانزياح الأحمر لطيف المجرات. تلك الطرق هي:
D_prop : قياس المسافة الصحيحة
D_com : قياس المسافة المسايرة
D_ang : قياس المسافة بالزاوية
D_lum : قياس المسافة بالضياء
تتطابق المسافات المعينة بالأربعة طرق مع بعضها البعض - كما ذكرنا في المقدمة - في حالة المجرات القريبة التي تتميز بانزياح أحمر صغير. وتختلف إذا كان الانزياح الأحمر كبير. ويبين الجدول التالي المسافات (بمليارات السنين الضوئية) الناتجة عن انزياح أحمر بين 1و 0 و 6 لمختلف طرق التعيين. (المشاهد له انزياح أحمر {\displaystyle z=0}):
| z      | 0,1   | 0,5   | 01,0   | 03,0   | 06,0    |
| ------ | ----- | ----- | ------ | ------ | ------- |
| D_prop | 1,280 | 4,970 | 07,600 | 11,190 | 012,370 |
| D_com  | 1,340 | 6,070 | 10,620 | 20,430 | 026,510 |
| D_ang  | 1,220 | 4,050 | 05,310 | 05,110 | 03,790  |
| D_lum  | 1,480 | 9,110 | 21,240 | 81,710 | 185,540 |
يتضح من تلك الطرق أن طريقة قياس المسافة بطريقة زاوية اتساع القطر لا يشكل دالة خطية للانزياح الأحمر وإنما يصل إلى قيمة عظمى عند {\displaystyle z=1,6} ، وبعدها يبدأ ثانيا في الانخفاض. هذا يعني أن نفس المجرة تبدو أصغر بزيادة الانزياح الأحمر، وعندما تتعدى {\displaystyle z=1,6} تبدأ في الكبر مرة أخرى للمشاهد.

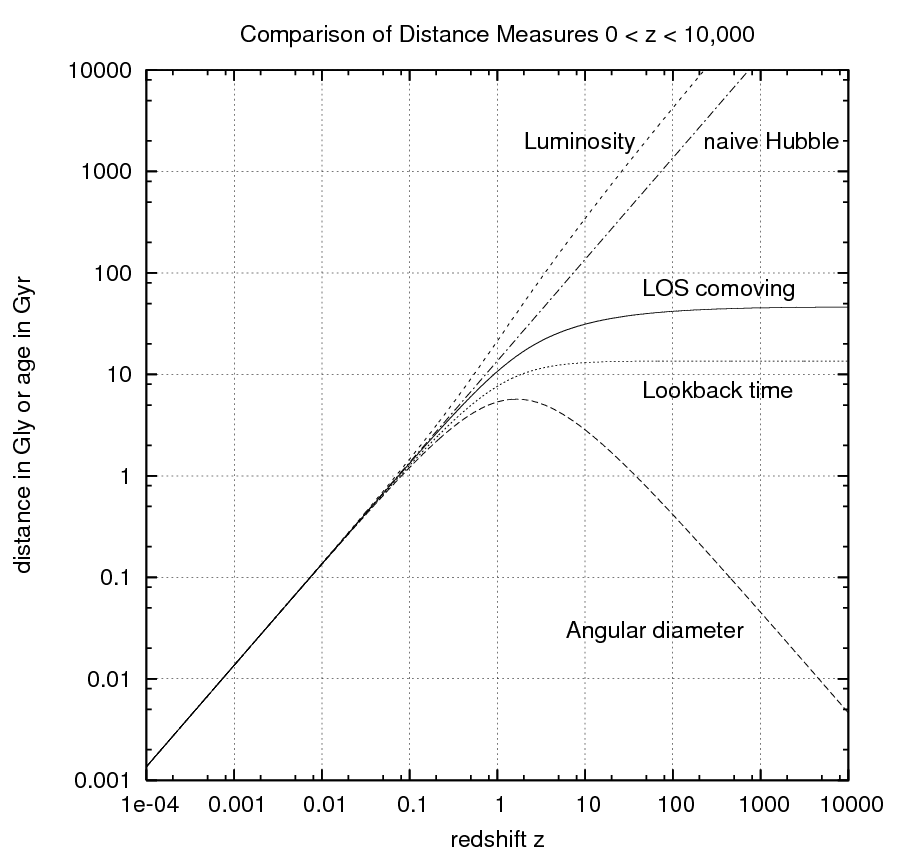
مقارنة بين تعيين المسافة بالطرق المختلفة
لانزياح أحمر بين 0 و 10.000 (تنتسب إلى حقبة تساوت فيها الطاقة/والمادة عند نشأة الكون). قيمة ثابت هابل the 72 km/s/Mpc, و Omega_lambda = 0.732, وOmega_matter = 0.266, و Omega_radiation = 0.266/3454

طريقة مسافة زمن طيران الضوء (المسافة الصحيحة) تصل عند انزياحات حمراء كبيرة إلى حد أقصى ثابت، وهذا الحد الأقصى يمثل عمر الكون بمليارات السنين الضوئية.
طريقة تعيين المسافة بالضياء تميل إلى ما لا نهاية بزيادة الانزياح الأحمر، هذا معناه أن القدر الظاهري لسطوع مجرة يقل بشدة بزيادة الانزياح الأحمر. وفي الواقع يقل لمعان السطح طبقا للعلاقة
{\displaystyle (1+z)^{-4}}.

## الانزياح الأحمر وقانون هابل
يقول قانون هابل أن:
{\displaystyle z=H_{0}{\frac {d}{c}}}
حيث: ,
H0 ثابت هابل
zالانزياح الأحمر في طيف جرم سماوي،
c, سرعة الضوء في الفراغ،
d بُعد الجرم السماوي عنا.
ويمكنك أن تحسب بـُعد جرم سماوي يبلغ الانزياح الأحمر لطيفه 2 .
- باستخدام الوصلة الخارجية (2)، نضع 2 في خانة الانزياح الأحمر. فيقوم الحاسب بعملية الحساب، ونجد:

- المسافة المسايرة بيننا وبين الجرم السماوي = 16 مليار سنة.

- عمر الكون أنذاك = 2 و 3 ملية بر سنة.
مثال آخر: انزياح أحمر في مجرة = 5 
- المسافة المسايرة بيننا وبين المجرة المشاهدة = 7 و 25 مليار سنة ضوئية 

- عمر الكون آنذاك = 15و1 مليار سنة ضوئية.

## اقرأ أيضا
- سلم المسافات الكونية
- شكل الكون
- مخروط ضوئي
- مسافة مسايرة
- فرسخ فلكي
- سنة ضوئية
- قائمة أبعد أجرام الكون عنا
- مجرة UDFj-39546284
- قائمة أقرب النجوم إلينا